# Het Volk
L'Het Volk ("il popolo" in neerlandese) fu un partito politico del Transvaal fondato nel maggio 1904 sotto la leadership di Louis Botha e del suo vice Jan Smuts in vista della concessione della autonomia amministrativa che gli inglesi avrebbero restituita alle ex repubbliche afrikaner annesse con la Seconda Guerra Boera. Sebbene fosse un partito prevalentemente afrikaner esso aveva lo scopo di avvicinare  inglesi e boeri, era infatti a favore di una riconciliazione fra i due popoli, dell'autogoverno, dell'accoglienza verso quei boeri che si erano arresi ed avevano combattuti dall'altra parte, dell'abolizione della manodopera cinese e per la revoca alle restrizini sull'uso pubblico della lingua olandese. Inoltre chiedeva migliore assistenza per migliaia di boeri rovinati dalla guerra. Nel febbraio 1907, il partito, che aveva molti alleati anche fra gli inglesi sudafricani, vinse le elezioni nella Colonia del Transvaal ottenendo una netta maggioranza sul Transvaal Progressive Association di James Percy Fitzpatrick e il 4 marzo Louis Botha divenne Primo Ministro della Colonia. Dopo la creazione, nel maggio 1910, dell'Unione Sudafricana esso si fuse con i partiti Afrikaner Bond e Orangia Unie, i principali partiti politici, rispettivamente, della Colonia del Capo e della Colonia del fiume Orange (ex Stato Libero di Orange) formando un partito a livello nazionale: il South African Party.